# Cacera de nit
Cacera de nit (títol original en anglès, Hard Night Falling) és una pel·lícula d'acció, drama i crim de 2019, dirigida per Giorgio Bruno, escrita per Alessandro Riccardi i Giorgio Serafini. Va ser musicalitzada per Sandro Di Stefano, i la fotografia va anar a càrrec de Rocco Falla i Angelo Stramaglia. Els protagonistes són Dolph Lundgren, Hal Yamanouchi i Natalie Burn, entre d'altres. El film va ser realitzat per Sun Film Group, West Arts i Explorer Entertainment, i es va estrenar el 10 de desembre de 2019. S'ha doblat i subtitulat al català.

## Sinopsi
Després d'un procediment de la Interpol a Itàlia, en Michael acudeix a un sopar de la companyia quan, inesperadament, els 50 comensals són presos com a ostatges per 15 o 20 individus armats que volen quedar-se amb els 150.000.000 de dòlars que hi ha.